# بلانش کاستیا
بلانش کاستیا (اسپانیایی: Blanca de Castilla‎ ; (زادهٔ ۴ مارس ۱۱۸۸ – درگذشتهٔ ۲۷ نوامبر ۱۲۵۲)، شاهدخت کاستیایی بود که با ازدواج با لوئی هشتم، پادشاه فرانسه، ملکه فرانسه شد. او دو بار در دوران سلطنت پسرش، لوئی نهم، به عنوان نایب‌السلطنه فرانسه عمل کرد: در دوران کم‌سن بودن او از ۱۲۲۶ تا ۱۲۳۴، و در دوران غیبت او به دلیل رهبری جنگ صلیبی هفتم از ۱۲۴۸ تا ۱۲۵۲. او در سال ۱۱۸۸ سومین دختر آلفونسو هشتم، پادشاه کاستیا و النور انگلستان، خواهر جان پادشاه انگلستان، در پالنسیا، پادشاهی کاستیا (اسپانیا)، به دنیا آمد.

## اوایل زندگی
در جوانی، او چندین بار از صومعه سانتا ماریا لا رئال د لاس هوئلگاس، که توسط والدینش تأسیس شده بود،  بازدید کرد.  در نتیجه پیمان لو گوله بین فیلیپ اوتوس و جان انگلستان، خواهر بلانش، Urraca، با پسر فیلیپ، لوئی نامزد شد. پس از ملاقات با دو خواهر، مادربزرگ آنها الینور آکیتن (که خود در گذشته ملکه سلطنتی فرانسه بود) تعیین کرد که شخصیت بلانش برای ایفای نقش مناسب‌تر است. در بهار ۱۲۰۰، الینور با او از پیرنه گذشت و او را به فرانسه آورد. 

## ظاهر
الینور از آکیتن قضاوت کرد که اوراکا، خواهر بلانش، از وی زیباتر است، اگرچه کاترین هانلی بیان می‌کند که ما هیچ اطلاعی در مورد شکل ظاهری بلانش نداریم. 

## ازدواج
در ۲۲ می ۱۲۰۰، سرانجام پیمان ازدواج امضا شد. شاه جان، همراه با خواهرزاده‌اش بلانش، تیول‌های ایسودون و گراسای را به همراه آن‌هایی که آندره دو شووینی، ارباب شاتورو، در بری، از املاک تاج و تخت انگلیس داشت، واگذار کرد. جشن ازدواج روز بعد در پورت مورت در کرانه راست رود سن، در قلمرو جان، برگزار شد، زیرا کسانی که فیلیپ تحت یک ممنوعیت قرار داشتند. بلانش دوازده ساله بود و لوئی فقط یک سال بزرگتر بود، بنابراین ازدواج باید چند سال بعد برای به سرانجام رسیدن آن صبر می‌کرد. بلانش اولین فرزند خود را در سال ۱۲۰۵ به دنیا آورد. 
در طول شورش بارون‌های انگلیسی در سال‌های ۱۲۱۵–۱۲۱۶ علیه شاه جان، نسب انگلیسی بلانش به‌عنوان نوه هنری دوم بود که به لوئی پیشنهاد تاج و تخت انگلستان به‌عنوان لوئی یکم را داد. با این حال، با مرگ جان در اکتبر ۱۲۱۶، بارون‌ها وفاداری خود را به پسر جان، هنری نه ساله تغییر دادند.
لوئی به ادعای خود بر تاج انگلیس به عنوان حقش ادامه داد، اما یک ملت متحد علیه خود پیدا کرد. فیلیپ اوتوس از کمک به پسرش امتناع کرد و بلانش تنها حامی او بود. بلانش با تهدید به گروگان گرفتن فرزندانش از پدرشوهرش پول جمع‌آوری کرد. او خود را در کاله مستقر کرد و دو ناوگان را سازمان داد که یکی از آنها توسط یوستاس راهب فرماندهی می‌شد و ارتشی به فرماندهی رابرت کورتنی. با شکست نیروهای فرانسوی در لینکلن در ماه مه ۱۲۱۷ و شکست آنها در راه بازگشت به پایگاه خود در لندن، لوئی به شدت به نیروهای کمکی فرانسه نیاز داشت. در ۲۴ اوت، ناوگان انگلیسی، ناوگان فرانسوی حامل آن نیروهای کمکی را در ساندویچ منهدم کرد و لوئی مجبور شد درخواست صلح کند.

## نایب‌السلطنه
فیلیپ در ژوئیه ۱۲۲۳ درگذشت و لوئی هشتم و بلانش در ۶ اوت تاجگذاری کردند. قبل از مرگ لوئی در نوامبر ۱۲۲۶ بر اثر اسهال خونی،  او بلانش را که در آن زمان ۳۸ ساله بود، نایب السلطنه و سرپرست فرزندانش اعلام کرد. از دوازده یا سیزده فرزند او، شش فرزند مرده بودند، و اما لوئی، وارث پادشاهی — بعدها لوئی مقدس — دوازده ساله بود. بلانش، لوئی را یک ماه پس از مرگ پدرش، در ریمز تاجگذاری کرد و بارون‌های بی‌میل را مجبور کرد که به او اعلام وفاداری کنند. وضعیت بحرانی بود، زیرا لوئی هشتم بدون اینکه اشراف جنوبی خود را به‌طور کامل تحت سلطه خود درآورد، درگذشت. کمی سن پادشاه، قلمروهای کاپتی را بیش از پیش آسیب‌پذیر کرد. او برای جلب حمایت، فردیناند، کنت فلاندر را که از زمان نبرد بووین در اسارت بود، آزاد کرد. او زمین و قلعه‌ها را به فیلیپ یکم، کنت بولونی، پسر فیلیپ دوم، پادشاه فرانسه و عموی لوئی و همسر جنجالی او، اگنس از مرانیا، واگذار کرد. 
چندین بارون کلیدی، به رهبری پیتر موکلرک، از حضور در تاجگذاری پادشاه جوان خودداری کردند. اندکی پس از تاجگذاری، بلانش و لوئی در حال سفر به جنوب پاریس بودند و تقریباً دستگیر شدند. بلانش از مردم پاریس خواست تا از پادشاه خود محافظت کنند. شهروندان پاریسی در جاده‌ها صف کشیدند و هنگام بازگشت از او محافظت کردند.
او با کمک تئوبالد چهارم شامپاین و نماینده پاپ در فرانسه، رومانو بوناونتورا، ارتشی را سازمان داد. بلانش دو بار دیگر مجبور شد ارتشی را برای محافظت از منافع کاپتی‌ها در برابر اشراف شورشی و هنری سوم انگلستان تشکیل دهد. بلانش در زمستان یک حمله غافلگیرکننده ترتیب داد. در ژانویه ۱۲۲۹، او نیروهای خود را رهبری کرد تا به موکلرک حمله کنند و او را مجبور کنند که پادشاه را به رسمیت بشناسد. او خودش ارتش را همراهی کرد و به جمع‌آوری چوب برای گرم نگه داشتن سربازان کمک کرد.  همه از فرماندهی او راضی نبودند. دشمنان او را "Dame Hersent" (گرگ در رمان د رنارت) نامیدند.
در سال ۱۲۲۹، او مسئول معاهده پاریس بود که در آن ریموند هفتم، کنت تولوز، تسلیم لوئی شد.
طبق مفاد قرارداد، دختر و وارث او، جوآن، با پسر بلانش، آلفونس ازدواج کرد، و کنت‌نشین فقط می‌توانست به وارثان او منتقل شود. او تمام سرزمین‌های فتح شده توسط سیمون دو مونتفور را به تاج فرانسه واگذار کرد. این معاهده، همچنین به معنای پایان جنگ صلیبی کاتاری بود.
بلانش برای جلوگیری از به دست آوردن سرزمین‌های فرانسوی بیشتر از طریق ازدواج توسط هنری سوم از انگلستان، او را از دو عروس اولی که به دنبالش بود محروم کرد. در سال ۱۲۲۶، او به دنبال ازدواج با یولاند از بریتانی، دختر موکلرک بود. بلانش در عوض پدر یولانده را مجبور کرد که وی را به ژان پسر بلانش بدهد. هنگامی که هنری با جوآن، کنتس پونتیو ازدواج کرد، بلانش با پاپ لابی کرد تا این ازدواج را بر اساس خویشاوندی و انصرافی که هنری به دنبال آن بود را انکار کرد.
در سال ۱۲۳۰، هنری سوم برای حمله به فرانسه آمد. به بهای نفوذ تاج و تخت در پوآتو، بلانش موفق شد ایزابلا، کنتس آنگولم، ملکه مادر انگلیسی، و همسر دومش، هیو دهم لوسیانان، را از حمایت از طرف انگلیسی بازدارد. با این حال، موکلرک از انگلیسی‌ها حمایت کرد و بریتانی در سال ۱۲۳۰ علیه تاج قیام کرد. در ابتدا، انگلیسی‌ها با ۲۷۵ شوالیه، بارون و مردان مسلح در دوک‌نشین بریتانی فرود آمدند تا با متحد خود پیتر یکم، دوک بریتانی ملاقات کنند. مبارزات انتخاباتی برای هنری سوم به خوبی آغاز شد، کسی که احتمالاً سربازان پیاده بیشتری را در قاره جذب کرد زیرا ۷۸۰۰ مارک با خود به همراه داشت. از سوی دیگر، نیروهای بلانش از او تبعیت نکردند و از خدمت بیشتر از قرارداد فئودالی ۴۰ روزه خودداری کردند. اکثر آنها پس از ۴۰ روز منحل شدند. فیلیپ یکم، کنت بولونی، نیروهای سلطنتی را ترک و به شامپاین حمله کرد. بلانش مجبور شد فیلیپ را تعقیب کند تا سعی کند او را از حمله به کنت‌نشین مهم بازدارد و در نتیجه هنری سوم بدون مقاومت جدی به پیش برد.
در همین حال، اشراف نورمن نیز در شورش آشکار علیه بلانش بودند. با این حال، هنری به جای اینکه برای کمک به شورشیان نورمن راهپیمایی کند، از توصیه‌های رعیت، مشاور و نایب السلطنه سابق خود هوبرت دی برگ، ارل اول کنت پیروی کرد و به سمت پوآتو لشکر کشید. در هر صورت، به نظر می‌رسد که سفر هنری به آکیتن با وجود درخواست کمک جفری بوچمپ، که احتمالاً به دلیل افزایش جزئی ناآرامی در آکیتن وحشت کرده بود، ضروری نبود. هنری میرابو را محاصره کرد و به بوردو رفت و ظاهراً جنوب را «امن» کرد و در عین حال مقادیر زیادی پول را از دست داد و مجبور به گرفتن وام شد. چیزی که اوضاع را بدتر می‌کرد این بود که آکیتن در خطر جدی تصرف شدن توسط فرانسوی‌ها نبود زیرا آنچه از ارتش سلطنتی فرانسه باقی مانده بود در تلاش بود تا شورش را در شامپاین سرکوب کند، جایی که نزدیک آکیتن نبود.
عملیات نظامی هنری هنوز یک ضرر کامل نبود. او توانست همراه با شبه نظامیان لا رئول پول، ارابه‌های نظامی و پیچ و مهره برای تیرهای ضربدری به دست آورد. هنری به سمت شمال به سوی پوآتو لشکر کشید، اما هدایایی که بلانش برای هیو ایکس از لوزینیان، کنت لامارشه، و ریموند یکم، ویسکونت توار، فرستاده بود، آنها را به فرانسوی ک‌ها وفادار نگه داشت. اگرچه اربابان محلی نتوانستند هنری را دور کنند، اما او یا قادر نبود یا نمی‌خواست سرمایه‌گذاری تهاجمی بزرگی انجام دهد و تصمیم گرفت به بریتانی بازگردد، جایی که باقی مانده پول خود را در جشن‌ها خرج کرد. او با موفقیت کمی به انگلستان رفت. او حتی اگر تلفات قابل توجهی نگرفته بود، پول و اعتبار خود را از دست داد. بنابراین شورش خاموش شد، که به تثبیت بلانش و لوئی به عنوان حاکمان پایدارتر کمک کرد.  شکست هنری در ایجاد هر گونه تأثیر قابل توجهی با تهاجمات خود، در نهایت شورش موکلرک را ناامید کرد و تا سال ۱۲۳۴، او در حمایت خود از لوئی مصمم شده بود.
سنت لوئی قلمروی خود را مدیون مادرش بود و تا پایان عمر تحت تأثیر او باقی ماند. 

## ملکه مادر
لوئی با اعلام بلوغ خود شروع به مشارکت در امور سیاسی کرد، اما بلانش در سیاست و امور دربار بسیار تأثیرگذار و قدرتمند بود و پسرش چیزی از او دریغ نمی‌کرد. هیچ‌کس جرئت انتقاد از ملکه مادر را نداشت. در سال ۱۲۳۳، ریموند تولوز شروع به بداخلاقی تحت شرایط معاهده پاریس کرد، بنابراین بلانش یکی از شوالیه‌های خود را به نام Giles of Flagy فرستاد تا او را متقاعد به همکاری کند. بلانش از طریق تروبادورها زیبایی، فضل و فداکاری مذهبی دختران رامون برنگور چهارم، کنت پروونس را شنید و به جیلز مأموریت دوم را برای بازدید از پروونس محول کرد. استقبال از گیلز در پروونس بسیار بهتر از تولوز بود. پس از بازگشت به پاریس، بلانش تصمیم گرفت که ازدواج پرووانسیایی برای پسرش مناسب است و به کنترل تولوز کمک کند. در سال ۱۲۳۴، لوئی با مارگارت پروونس، که بزرگ‌ترین دختر از چهار دختر رامون، کنت پروونس و بئاتریس از ساووی بود، ازدواج کرد.
او رابطه خوبی با عروسش نداشت، شاید به دلیل رابطه کنترلی که خودش با پسرش داشت و می‌خواست کنترل پسرش و دربار را حفظ کند. برای حفظ کنترل بهتر بر ملکه جدید، بلانش خانواده و خدمتکارانی را که قبل از رسیدن زوج به پاریس به عروسی او آمده بودند، اخراج کرد. قبل از ورود ملکه جدید، بلانش به عنوان ملاک زیبایی دربار شناخته می‌شد و اشعاری در مورد زیبایی او توسط کنت شامپاین سروده شد. در سال ۱۲۳۰ حتی شایعه شد که او از رومانو بوناونتورا باردار است. ملکه جدید توجه دربار و پادشاه را از بلانش دور کرد، بنابراین او سعی کرد تا آنجا که می‌تواند آنها را از هم دور نگه دارد. ژان دو جونویل از زمانی می‌گوید که ملکه مارگارت در حال زایمان بود و بلانش وارد اتاق شد و به پسرش گفت که از آنجا خارج شود و گفت: «از این سو بیا، اینجا هیچ کاری نمی‌کنی». ملکه مارگارت سپس از شدت ناراحتی بیهوش شد. یکی از زندگی‌نامه‌نویسان معاصر اشاره می‌کند که وقتی ملکه بلانش در خانواده سلطنتی حضور داشت، دوست نداشت مارگارت و لوئی با هم باشند «مگر زمانی که او با او دراز بکشد».
در سال ۱۲۳۹، بلانش اصرار داشت که دادرسی عادلانه برای یهودیانی که با افزایش یهودی‌ستیزی در فرانسه در معرض تهدید قرار داشتند، برگزار شود. او یک بحث رسمی در دربار پادشاه را اداره کرد. لوئی بر سوزاندن تلمود و دیگر کتاب‌های یهودی اصرار داشت، اما بلانش به خاخام یچیل پاریس، که به جای یهودیان صحبت می‌کرد، قول داد که او و اموالش تحت حمایت او هستند. 
هنگامی که لوئی نهم سال ۱۲۴۸ میلادی راهی مشارکت در جنگ صلیبی هفتم شد، بلانش دوباره قدرت را به عنوان نایب‌السلطنه مستقیماً در دست گرفت. لوئی از ترس او، همسرش مارگارت را نیز با خود برد. بلانش سال ۱۲۵۲ میلادی، دو سال پیش از آن که پسرش به فرانسه بازگردد، درگذشت.